# Битва при Гомбурге на Унструте
Битва при Гомбурге на Унструте (нем. Die Schlacht bei Homburg an der Unstrut) — сражение во время Саксонского восстания, произошедшее 9 июня 1075 года.

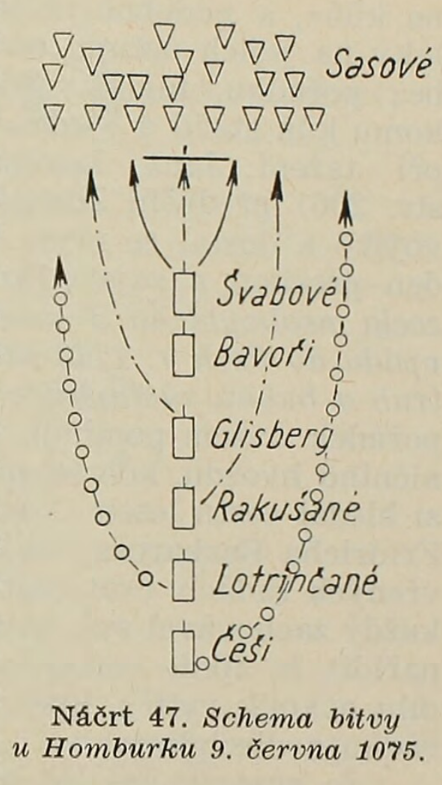
Схема атаки имперских войск

Через год после начала саксонского восстания император и король Генрих IV собрал большую армию, которую в 1075 году привел в Тюрингию. К 9 июня армия расположилась лагерем в районе Айзенаха и Лангензальцы, а затем начала движение к лагерю противника.
Саксонский лагерь располагался в окрестностях Гомбурга на реке Унструт. За исключением саксонских рыцарей, большинство повстанцев были свободными крестьянами из Саксонии и Тюрингии. Повстанческую армию возглавили Оттон фон Нортхайм и герцог Саксонии Магнус Биллунг. Внезапное появление королевских войск застало повстанцев врасплох.

## Ход сражения
Битву начали рыцари из Швабии, которые встретили сильное сопротивление саксонской конницы. В этой ситуации подошли баварцы с поддержкой. Слабеющим баварцам вскоре помогли франки, чье яростное нападение полностью переломило ход битвы.
Подразделение под командованием графа Германа фон Глейбера атаковало саксонцев с фланга. В этой фазе битвы лотарингцы и чехи Вратислава II появились на поле боя и сразу же бросились в бой.

Битва бушевала с полудня до девятого часа, и армии двух государств, Швабии и Баварии, были на грани бегства; гонцы неоднократно докладывали королю, что его люди в опасности, как вдруг граф Герман Глейбергский и бамбергские войска начали атаку. Герцог Богемский, а за ним и герцог Готфрид Лотарингский поскакали со своей кавалерией, чтобы вступить в бой.— Ламберт Херсфельдский. Анналы
Саксонская знать не выдержала нападения и была вынуждена бежать. Однако благодаря сильным лошадям саксам удалось уйти от преследования. Источники говорят только о трех убитых рыцарях. После бегства саксонских рыцарей кавалерия Генриха повернула обратно на поле боя, начав атаку на саксонский лагерь, где располагалась саксонская пехота и крестьяне. Нападение закончилось резней повстанцев, многие из которых, спасаясь бегством к реке Унструт, утонули, пытаясь спастись вплавь.

## Результаты
8000 саксонцев, в основном крестьян, и 1500 людей короля, среди которых было несколько принцев, были убиты на поле боя. После битвы победители, грабя и убивая, двинулись к границе Магдебургской епархии.
Победоносный Генрих потребовал полной капитуляции саксонской знати, но получил отказ. Осенью 1075 года король снова повёл армию в Саксонию, но правители Швабии и Каринтии отказались принимать участие в походе, и он не состоялся.
24 октября 1075 года король отправил архиепископа Майнца Зигфрида в лагерь своего противника, чтобы потребовать безоговорочной капитуляции. После короткого совещания повстанцы наконец согласились с требованиями Генриха. 27 октября повстанцы прибыли на равнину Шпир (Зондерсхаузен), где располагался королевский лагерь. Здесь вожди саксов смирялись перед королем, предварительно пройдя босиком по длинной «улице», созданной королевскими рыцарями. Генрих не проявил милосердия и впоследствии заключил в тюрьмы множество саксонских дворян и передал их вотчины другим.